# Universiteit van Mumbai
De Universiteit van Mumbai (Marathi: मुंबई विद्यापीठ), tot 1996 de Universiteit van Bombay of informeel Bombay University, opgericht in 1857, is een van de oudste universiteiten in India. De universiteit bevindt zich in de stad Mumbai, in de deelstaat Maharashtra. Afkortingen die voor de universiteit gebruikt worden, zijn "UoM" (wat staat voor: University of Mumbai) of "MU" (Mumbai University).
Naast diploma's en certificaten op diverse vakgebieden leidt de Universiteit van Mumbai ook op voor diverse academische graden (bachelor, master, doctor). De meeste lessen en cursussen worden in het Engels gedoceerd, sommige in Marathi. Ook diverse andere onderwijsinstituten zijn aan de Universiteit van Mumbai verbonden. 
De meeste faculteiten en opleidingen zijn gevestigd op de campus in de wijk Kalina, met een oppervlakte van bijna een vierkante kilometer. De administratieve afdelingen zijn gedeeltelijk in Kalina en verder in de kantorenwijk Fort. Er zijn ook andere vestigingen. In aantal afgestudeerden is de universiteit een van de grootste ter wereld. De eerste vrouwelijke afgestudeerde was de hervormster Cornelia Sorabji.

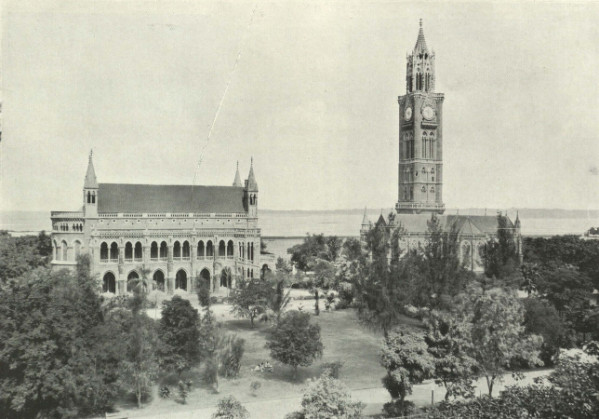
University Hall en de Rajabai-toren in Fort, omstreeks 1905